# 哈沃爾登 (愛荷華州)
哈沃爾登（英語：Hawarden）是一個位於美國愛荷華州蘇縣的城市。

## 地理
哈沃爾登的座標為43°00′04″N 96°29′04″W / 43.00111°N 96.48444°W，而該地的平均海拔高度為360米（即1181英尺）。

## 人口
根據2010年美國人口普查的數據，哈沃爾登的面積為7.83平方千米，當中陸地面積為7.49平方千米，而水域面積為0.34平方千米。當地共有人口2546人，而人口密度為每平方千米325人。